# 灰歌鷹
灰歌鷹是生活在东非的一種猛禽。

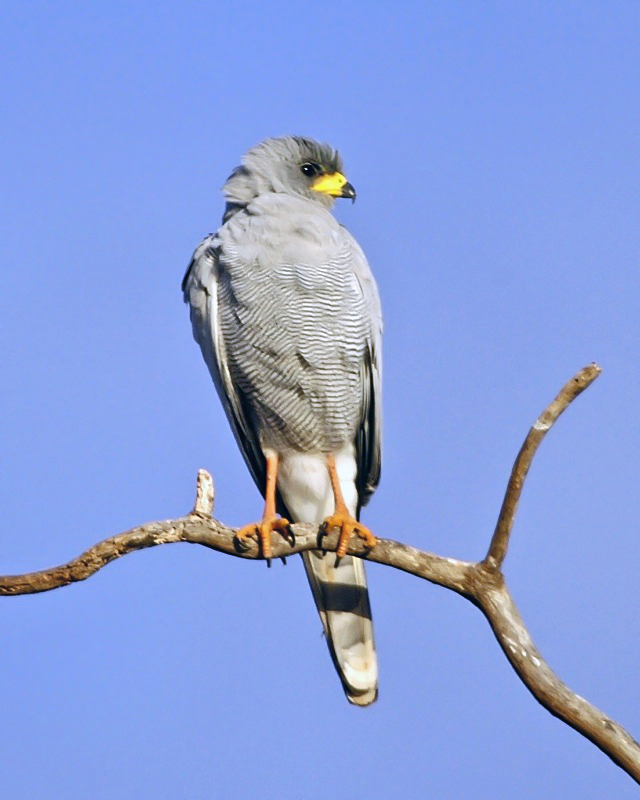
位於肯尼亚东察沃国家公园的灰歌鷹

灰歌鷹平均身長49至55 cm（19至22英寸），翼展为96至110 cm（38至43英寸），尾长20至25 cm（7.9至9.8英寸） 。雄性的体型約為为雌性的85%。 
灰歌鷹分布於埃塞俄比亚南部、吉布提、索马里西部、肯尼亚东部、坦桑尼亚东北部和邻近的乌干达的半荒漠、干燥的灌木丛和海拔2000米以下的有林草地。